# Rebecca Petersonová
Rebecca Petersonová (* 6. srpna 1995 Stockholm) je švédská profesionální tenistka. Ve své dosavadní kariéře na okruhu WTA Tour vyhrála dva singlové a jeden deblový turnaj. V rámci okruhu ITF získala dvanáct titulů ve dvouhře a šest ve čtyřhře.
Na žebříčku WTA byla ve dvouhře nejvýše klasifikována v říjnu 2019 na 43. místě a ve čtyřhře pak v prosinci 2022 na 87. místě. Trénují ji otec Märt Peterson. Dříve tuto roli plnil Bosse Eriksson.
Ve švédském týmu Billie Jean King Cupu debutovala v roce 2014 lidköpinskou baráží druhé světové skupiny proti Thajsku, v níž pomohla Švédkám k výhře 4:0 na zápasy vítěznou čtyřhrou po boku Hildy Melanderové. Do listopadu 2023 v soutěži nastoupila k sedmnácti mezistátním utkáním s bilancí 8–8 ve dvouhře a 4–3 ve čtyřhře.
Švédsko reprezentovala na odložených Letních olympijských hrách 2020 v Tokiu. Na úvod ženské dvouhry zdolala Egypťanku Majar Šarífovou a poté podlehla později čtvrté Jeleně Rybakinové.

## Soukromý život
Narodila se do rodiny estonského tenisty Märta Petersona. Má starší sestru. Rodina emigrovala do Švédska v roce 1990, ještě před rozpadem Sovětského svazu. Petersonová odehrála v Estonsku řadu turnajů a jejímu přátelství s Anett Kontaveitovou se intenzivně věnovala estonská média.

## Tenisová kariéra
Na okruh ITF vstoupila v říjnu 2009 stockholmským turnajem s rozpočtem 10 tisíc dolarů, na němž nepostoupila z kvalifikace dvouhry a s Kallbergovou prohrály úvodní kolo čtyřhry. V hlavní singlové soutěži se poprvé objevila v listopadu 2010 ve Stockholmu, kde vypadla ve druhém kole s Belgičankou Alison Van Uytvanckoou. Debutem na okruhu WTA Tour se stal Sony Swedish Open 2012, na který obdržela divokou kartu. V úvodním kole však hladce podlehla Nizozemce Arantxe Rusové, když na ni uhrála jen tři gamy.
Premiérový titul na okruhu WTA Tour získala na únorovém Rio Open 2015 v brazilském Rio de Janeiu, když ve finále čtyřhry s belgickou spoluhráčkou Ysaline Bonaventurevou vyhrály nad rumunsko-argentinskou dvojicí Irina-Camelia Beguová a María Irigoyenová. Soupeřky po třech odehraných gamech utkání skrečovaly.
Debut v hlavní soutěži nejvyšší grandslamové kategorie přišel v ženském singlu US Open 2017, kde v úvodním kole nenašla recept na Češku Denisu Allertovou. První vyhraný zápas na grandslamu dosáhla během French Open 2018, kde vyřadila Sie Šu-wej, aby ji poté vyřadila Rumunka Mihaela Buzărnescuová.
První singlovou trofej WTA si odvezla z nančchangského Jiangxi Open 2019 po finálové výhře nad 20letou Kazaškou Jelenu Rybakinovou. Druhou trofej přidala o měsíc později na říjnovém Tianjin Open 2019 v Tchien-ťinu, když ve finále zdolala Britku Heather Watsonovou. Bodový zisk ji posunul na nové kariérní maximum 44. příčku žebříčku.

## Finále na okruhu WTA Tour
| Legenda                                      |
| -------------------------------------------- |
| D – dvouhra; Č – čtyřhra                     |
| Grand Slam (0)                               |
| Turnaj mistryň (0)                           |
| Premier Mandatory & Premier 5 / WTA 1000 (0) |
| Premier / WTA 500 (0)                        |
| International / WTA 250 (2–1 D; 1–0 Č)       |

### Dvouhra: 3 (2–1)
| Stav       | č. | datum          | turnaj           | povrch | soupeřka ve finále | výsledek           |
| ---------- | -- | -------------- | ---------------- | ------ | ------------------ | ------------------ |
| Vítězka    | 1. | 15. září 2019  | Nan-čchang, Čína | tvrdý  | Jelena Rybakinová  | 6–2, 6–0           |
| Vítězka    | 2. | 13. října 2019 | Tchien-ťin, Čína | tvrdý  | Heather Watsonová  | 6–4, 6–4           |
| Finalistka | 1. | 26. února 2023 | Mérida, Mexiko   | tvrdý  | Camila Giorgiová   | 6–7(3–7), 6–1, 2–6 |

### Čtyřhra: 1 (1–0)
| Stav    | č. | datum          | turnaj                   | povrch | spoluhráčka            | soupeřky ve finále                      | výsledek |
| ------- | -- | -------------- | ------------------------ | ------ | ---------------------- | --------------------------------------- | -------- |
| Vítězka | 1. | 16. února 2015 | Rio de Janeiro, Brazílie | antuka | Ysaline Bonaventureová | Irina-Camelia Beguová María Irigoyenová | 3–0skreč |

## Finále série WTA 125
| Legenda                  |
| ------------------------ |
| D – dvouhra; Č – čtyřhra |
| WTA 125 (0–1 D; 1–1 Č)   |

### Dvouhra: 1 (0–1)
| Stav       | č. | datum         | turnaj                    | povrch    | soupeřka ve finále | výsledek |
| ---------- | -- | ------------- | ------------------------- | --------- | ------------------ | -------- |
| Finalistka | 1. | prosinec 2022 | Andorra la Vella, Andorra | tvrdý (h) | Alycia Parksová    | 1–6, 4–6 |

### Čtyřhra: 2 (1–1)
| Stav       | č. | datum          | turnaj                       | povrch | spoluhráčka   | soupeřky ve finále                       | výsledek              |
| ---------- | -- | -------------- | ---------------------------- | ------ | ------------- | ---------------------------------------- | --------------------- |
| Finalistka | 1. | 27. ledna 2018 | Newport Beach, Spojené státy | tvrdý  | Jamie Loebová | Misaki Doiová Jil Teichmannová           | 6–7(4–7), 6–1, [8–10] |
| Vítězka    | 1. | červenec 2022  | Båstad, Švédsko              | antuka | Misaki Doiová | Mihaela Buzărnescuová Irina Chromačovová | bez boje              |

## Finále na okruhu ITF
| Dotace turnajů okruhu ITF | Dotace turnajů okruhu ITF |
| ------------------------- | ------------------------- |
| 100 000 $ tournaments     | 80 000 $ tournaments      |
| 75 000 $ tournaments      | 60 000 $ tournaments      |
| 50 000 $ tournaments      | 25 000 $ tournaments      |
| 15 000 $ tournaments      | 10 000 $ tournaments      |

### Dvouhra: 17 (12–5)
| Stav       | č.  | datum            | turnaj                         | povrch    | soupeřka ve finále     | výsledek           |
| ---------- | --- | ---------------- | ------------------------------ | --------- | ---------------------- | ------------------ |
| Vítězka    | 1.  | 13. května 2013  | Båstad, Švédsko                | antuka    | Zuzana Luknárová       | 6–3, 6–2           |
| Vítězka    | 2.  | 21. října 2013   | Stockholm, Švédsko             | tvrdý (h) | Tayisiya Mordergerová  | 7–6(7–2), 6–2      |
| Vítězka    | 3.  | 28. října 2013   | Stockholm, Švédsko             | tvrdý (h) | Zuzana Luknárová       | 6–7(4–7), 6–2, 6–4 |
| Vítězka    | 4.  | 2. prosince 2013 | Mérida, Mexiko                 | tvrdý     | Indy de Vroomeová      | 7–5, 4–6, 6–3      |
| Vítězka    | 5.  | 9. prosince 2013 | Mérida, Mexiko                 | tvrdý     | Adriana Pérezová       | 6–4, 6–0           |
| Finalistka | 1.  | 17. února 2014   | Helsingborg, Švédsko           | tvrdý (h) | Jasmina Tinjićová      | 1–6, 0–6           |
| Vítězka    | 6.  | 20. října 2014   | Perth, Austrálie               | tvrdý     | Hiroko Kuwatová        | 6–3, 6–0           |
| Finalistka | 2.  | 27. října 2014   | Margaret River, Austrálie      | tvrdý     | Tereza Mrdežová        | 3–6, 3–6           |
| Finalistka | 3.  | 25. května 2015  | Maribor, Slovinsko             | antuka    | Maria Sakkariová       | 6–3, 2–6, 2–6      |
| Vítězka    | 7.  | 15. června 2015  | Ystad, Švédsko                 | antuka    | Mathilde Johanssonová  | 6–2, 6–1           |
| Vítězka    | 8.  | 26. října 2015   | Macon, Spojené státy           | tvrdý     | Anna Tatišviliová      | 6–3, 4–6, 6–1      |
| Vítězka    | 9.  | 18. dubna 2016   | Dothan, Spojené státy          | antuka    | Taylor Townsendová     | 6–4, 6–2           |
| Vítězka    | 10. | 18. června 2017  | Padova, Itálie                 | antuka    | Anastasija Vasyljevová | 5–7, 6–1, 6–4      |
| Vítězka    | 11. | 13. května 2018  | Cagnes-sur-Mer, Francie        | antuka    | Dajana Jastremská      | 6–4, 7–5           |
| Vítězka    | 12. | říjen 2021       | Rancho Santa Fe, Spojené státy | tvrdý     | Elvina Kalievová       | 6–4, 6–0           |
| Finalistka | 4.  | listopad 2022    | Mejtar, Izrael                 | tvrdý     | Mirra Andrejevová      | 1–6, 4–6           |
| Finalistka | 5.  | únor 2023        | Orlando, Spojené státy         | tvrdý     | Kimberly Birrellová    | 3–6, 0–6           |

### Čtyřhra: 11 (6–5)
| Stav       | č. | datum             | turnaj                          | povrch | spoluhráčka            | soupeřky ve finále                              | výsledek         |
| ---------- | -- | ----------------- | ------------------------------- | ------ | ---------------------- | ----------------------------------------------- | ---------------- |
| Vítězka    | 1. | 25. března 2013   | Šarm aš-Šajch, Egypt            | tvrdý  | Malin Ulvefeldtová     | Alina Michejevová Jillian O'Neillová            | 6–3, 6–4         |
| Finalistka | 1. | 13. května 2013   | Båstad, Švédsko                 | antuka | Malin Ulvefeldtová     | Ellen Allgurinová Beatrice Cedermarková         | 3–6, 0–6         |
| Vítězka    | 2. | 27. května 2013   | Ra'anana, Izrael                | tvrdý  | Lee Orová              | Saray Sterenbachová Jekatěrina Tourová          | 6–1, 6–2         |
| Finalistka | 2. | 2. prosince 2013  | Mérida, Mexiko                  | tvrdý  | Hilda Melanderová      | Chieh-Yu Hsu María Irigoyenová                  | 4–6, 7–5, [6–10] |
| Finalistka | 3. | 28. července 2014 | Bad Saulgau, Německo            | antuka | Hilda Melanderová      | Diana Buzeanová Arabela Fernández Rabenerová    | 5–7, 3–6         |
| Vítězka    | 3. | 1. září 2014      | Alphen aan den Rijn, Nizozemsko | antuka | Eva Wacannová          | Richèl Hogenkampová Lesley Kerkhoveová          | 6–4, 6–4         |
| Vítězka    | 4. | 2. března 2015    | Curitiba, Brazílie              | antuka | Ysaline Bonaventureová | Beatriz García Vidaganyová Florencia Molinerová | 4–6, 6–3, [10–5] |
| Vítězka    | 5. | 3. srpna 2015     | Plzeň, Česko                    | antuka | Barbora Krejčíková     | Lenka Kunčíková Karolína Stuchlá                | 6–4, 6–3         |
| Finalistka | 4. | 2. listopadu 2015 | Waco, Spojené státy             | tvrdý  | Julia Glušková         | Nicole Gibbsová Vania Kingová                   | 4–6, 4–6         |
| Vítězka    | 6. | 9. listopadu 2015 | Scottsdale, Spojené státy       | tvrdý  | Julia Glušková         | Viktorija Golubicová Stephanie Vogtová          | 4–6, 7–5, [10–6] |
| Finalistka | 5. | 5. listopadu 2017 | Tyler, Spojené státy            | tvrdý  | Jamie Loebová          | Jessica Pegulaová Taylor Townsendová            | 4–6, 1–6         |